# Liste der Bodendenkmale in Löningen
In der Liste der Bodendenkmale in Löningen sind die Bodendenkmale der niedersächsischen Gemeinde Löningen aufgeführt. Die Quelle ist der Denkmalatlas Niedersachsen.
- Bitte beachten Sie, dass diese Liste keinen Anspruch auf Vollständigkeit erhebt.
- Die Angaben ersetzen nicht die rechtsverbindliche Auskunft der zuständigen Denkmalschutzbehörde.
- Es sind nur Daten aus dem Denkmalatlas verarbeitet.
- Der Stand der Liste ist der 18. April 2025.

Löningen im Landkreis Cloppenburg

## Allgemein
In den Spalten finden sich folgende Informationen des Bodendenkmals:
| Lage         | geographische Koordinaten                                                           |
| Bezeichnung  | Bezeichnung lt. Denkmalatlas                                                        |
| Beschreibung | Beschreibung lt. Denkmalatlas                                                       |
| ID           | Objekt-ID                                                                           |
| Bild         | Bild, ggf. zusätzlich mit Link zu weiteren Fotos im Medienarchiv Wikimedia Commons. |

## Löningen
| Lage                        | Bezeichnung               | Beschreibung | ID       | Bild           |
| --------------------------- | ------------------------- | --- | -------- | -------------- |
| 52° 44′ 10″ N, 7° 45′ 31″ O | Löningen 5, Großsteingrab | Nach Sprockhoff (1929): „Rest eines Großsteingrabes. Es sind im ganzen neun Steine vorhanden, die alle umgefallen sind. Sechs liegen in einer Reihe, offenbar die alte Kammerrichtung von Ost nach West. Die anderen drei sind verschleppt, darunter ist wohl der südwestliche ein Deckstein.“ | 28944129 | Weitere Bilder |
| 52° 43′ 17″ N, 7° 42′ 12″ O | Löningen 6, Großsteingrab | Nach Sprockhoff: „Rest einer Steinkammer in Ost-West-Richtung. Vier Tragsteine der nördlichen und drei der südlichen Langseite sind vorhanden und stehen in situ, vier Decksteine liegen in der Kammer und neben ihr. Da keine Schmalseitenträger vorhanden sind, kann über die ursprüngliche Länge nichts gesagt werden. Die lichte Breite beträgt 1,7 m. Die Steine stecken noch tief in der Erde des alten Hügels.“ Größe der Kammer 8 × 3 m. (Sprockhoff Nr. 972) | 28944130 | Weitere Bilder |
| 52° 43′ 2″ N, 7° 41′ 50″ O  | Löningen 7, Großsteingrab | Lange Steinkammer in den Resten einer ovalen Einfassung. Die Mehrzahl der vorhandenen Tragsteine, einschließlich der Abschlusssteine, steht in situ. Ein einziger Deckstein liegt, wenn auch nicht unverschoben, auf. Von der Einfassung sind nur wenige Steine vorhanden, einer oder zwei in situ. Bemerkenswert ist der in zwei Trägerpaaren in situ erhalten gebliebene Eingang, der nicht in der Mitte der südwestlichen Langseite angelegt ist, sondern wohl um ein Joch nach Westen verschoben. Die lichte Weite der Kammer beträgt 15 m × 1,8 m und verjüngt sich zu den Enden auf 1,4 m. Die Kammer ist in den Erdboden eingetieft. (Sprockhoff Nr. 973) | 28944131 | Weitere Bilder |
| 52° 41′ 56″ N, 7° 46′ 24″ O | Löningen 17, Grabhügel    | Größe ca. 13 × 9 m und Höhe ca. 0,7 m, an Ost- und West-Seite angeschnitten. | 28944143 | BW             |
| 52° 41′ 57″ N, 7° 46′ 23″ O | Löningen 18, Grabhügel    | Durchmesser ca. 15 m und Höhe ca. 0,8 m. Annähernd rund, gestört durch größere Eingrabungen und Mulden. | 28944144 | BW             |
| 52° 41′ 58″ N, 7° 46′ 22″ O | Löningen 20, Grabhügel    | Durchmesser ca. 10 m und Höhe ca. 0,5 m. Annähernd rund. In westlicher Hälfte von Acker abgetragen. | 28944146 | BW             |
| 52° 42′ 5″ N, 7° 42′ 36″ O  | Löningen 23, Grabhügel    | Durchmesser ca. 15 m und Höhe ca. 1,3 m. Annähernd rund. Im Südosten von Waldweg angeschnitten. Am südlichen Rand von kleinem Wall überzogen. | 28943808 | BW             |
| 52° 44′ 5″ N, 7° 52′ 45″ O  | Löningen 28, Grabhügel    | Durchmesser ca. 12 m und Höhe ca. 1 m. Mit großen Einkuhlungen und Tierbaue. Im westlichen Viertel abgetragen. | 28944150 | BW             |
| 52° 44′ 5″ N, 7° 52′ 46″ O  | Löningen 29, Grabhügel    | Durchmesser ca. 20 m und Höhe ca. 1,5 m. Mit großen Einkuhlungen und Tierbaue. Im nördlichen Drittel abgetragen. | 28944151 | BW             |
| 52° 44′ 3″ N, 7° 52′ 46″ O  | Löningen 30, Grabhügel    | Durchmesser ca. 1 m und Höhe ca. 1 m. Eine tiefe, weite Eingrabung (wahrscheinlich eine alte Sandentnahme) im Südwesten, dadurch zu ca. 2/3 abgetragen. | 28944152 | BW             |
| 52° 43′ 3″ N, 7° 41′ 48″ O  | Löningen 45, Grabhügel    | Durchmesser ca. 13 m und Höhe ca. 1,2 m. Annähernd rund, Einkuhlungen. | 28944259 | BW             |
| 52° 44′ 39″ N, 7° 51′ 56″ O | Löningen 70, Landwehr     | Spätmittelalterliche oder frühneuzeitliche Landwehr aus 2 Wällen mit jeweils nach Norden vorgelagerten Gräben. Ehemalige Länge mindestens 1,0 km. Unterschiedlich erhalten. - Teilstück ID: 36180620 | 28944381 | BW             |

### Löningen 46
- ID: 28944260
- Grabhügelfeld mit ursprünglich 15 Hügeln. Erhalten sind zwölf mit 7 – 18 m Dm. und 0,5 – 1,3 m H. sowie vier kleinere.

| Lage                        | Bezeichnung | Beschreibung                                                                                 | ID       | Bild |
| --------------------------- | ----------- | -------------------------------------------------------------------------------------------- | -------- | ---- |
| 52° 44′ 47″ N, 7° 45′ 2″ O  | Löningen 49 | Durchmesser ca. 17 m und Höhe ca. 1 m, Südost-Hälfte abgetragen.                             | 28944264 | BW   |
| 52° 44′ 48″ N, 7° 45′ 2″ O  | Löningen 50 | Durchmesser ca. 18 m und Höhe ca. 1 m. Annähernd rund, am Nordost-Rand leicht angeschnitten. | 28944265 | BW   |
| 52° 44′ 48″ N, 7° 44′ 59″ O | Löningen 51 | Durchmesser ca. 12 m und Höhe ca. 1 m. Annähernd rund.                                       | 28944266 | BW   |
| 52° 44′ 47″ N, 7° 44′ 58″ O | Löningen 52 | Durchmesser ca. 9 m und Höhe ca. 0,6 m. Annähernd rund mit Kuppenmulde.                      | 28944267 | BW   |
| 52° 44′ 47″ N, 7° 44′ 59″ O | Löningen 53 | Durchmesser ca. 9 m und Höhe ca. 0,5 m. Annähernd rund.                                      | 28944268 | BW   |
| 52° 44′ 47″ N, 7° 45′ 0″ O  | Löningen 54 | Größe ca. 6 × 8 m und Höhe ca. 0,3 m. Oval.                                                  | 28944269 | BW   |
| 52° 44′ 47″ N, 7° 44′ 59″ O | Löningen 55 | Durchmesser ca. 11 m und Höhe ca. 0,8 m. Rund, ebenmäßig gewölbt.                            | 28944270 | BW   |
| 52° 44′ 47″ N, 7° 45′ 0″ O  | Löningen 56 | Durchmesser ca. 11 m und Höhe ca. 0,8 m. Rund, ebenmäßig gewölbt.                            | 28944271 | BW   |
| 52° 44′ 49″ N, 7° 45′ 0″ O  | Löningen 72 | Durchmesser ca. 19 m und Höhe ca. 1,3 m. Annähernd rund.                                     | 28943809 | BW   |
| 52° 44′ 48″ N, 7° 45′ 1″ O  | Löningen 73 | Durchmesser ca. 4 m und Höhe ca. 0,3 m. Annähernd rund.                                      | 28943810 | BW   |
| 52° 44′ 48″ N, 7° 45′ 1″ O  | Löningen 74 | Durchmesser ca. 3 m und Höhe ca. 0,2 m. Annähernd rund.                                      | 28943811 | BW   |
| 52° 44′ 48″ N, 7° 45′ 0″ O  | Löningen 75 | Durchmesser ca. 4 m und Höhe ca. 0,2 m. Annähernd rund.                                      | 28943812 | BW   |

## Wachtum
| Lage                        | Bezeichnung              | Beschreibung | ID       | Bild |
| --------------------------- | ------------------------ | --- | -------- | ---- |
| 52° 47′ 8″ N, 7° 42′ 23″ O  | Wachtum 5, Großsteingrab | Laut Sprockhoff 1926: „Rest einer Steinkammer in der ovalen Vertiefung eines runden Hügels. Die Kammer ist ostwestlich gerichtet. Vorhanden sind der westliche Abschlußstein und ein anschließender Träger der südlichen Langwand, beide in situ, und östlich davon ein Deckstein.“ | 28944431 | BW   |
| 52° 46′ 48″ N, 7° 43′ 9″ O  | Wachtum 9, Grabhügel     | Durchmesser ca. 21 m und Höhe ca. 1,2–1,5 m. Alte Abfuhrspuren, Einsenkungen von eingefallenen Tiergängen. Der Rand ist von allen Seiten alt und neu angepflügt und schwach abgesetzt.                                                                                              | 28942044 | BW   |
| 52° 47′ 58″ N, 7° 43′ 55″ O | Wachtum 18, Grabhügel    | Durchmesser ca. 7 m und Höhe ca. 0,4 m. Rund. | 28946767 | BW   |
| 52° 47′ 59″ N, 7° 43′ 54″ O | Wachtum 19, Grabhügel    | Durchmesser ca. 9 m und Höhe ca. 0,6 m. Rund. | 28946763 | BW   |